# Мундуз (Иссык-Кульская область)
Мундуз (кирг. Мундуз) — село в Джети-Огузском районе Иссык-Кульской области Кыргызстана. Административный центр Ак-Дебенского аильного округа. Код СОАТЕ — 41702 210 805 01 0.

## Население
По данным переписи 2009 года, в селе проживало 517 человек.